# راجي عنايت
راجى عنايت (7 يناير 1929 - 15 نوفمبر 2020) بأسيوط كاتب ومفكر وصحفي مصري.

## بدايته
تخرج في كلية العلوم جامعة عين شمس ثم درس النحت في كلية الفنون الجميلة، له عدة كتب في مجال الإذاعة والتلفزيون، وله عدة سلاسل في الخيال العلمي، وكتب في الدراسات المستقبلية. له العديد من الكتب التي تتكلم عن المستقبل من وجهة نظر علمية وتكنولوجية وسياسية واجتماعية وذلك من خلال دراسته لعلم الميتافيزيقيا والباراسيكولجي.

## من مؤلفاته
- سلسلة اغرب من الخيال
- رجل يعرف كل الاسرار
- اسرار حيرت العلماء
- عجائب بلا تفاسير
- افيقوا يرحمكم الله....

اصدر العديد من الروايات و خاصة للاطفال ثم اتجة إلى كتابات المستقبل فقام بتأليف
- حكايتى مع المستقبل
- الابتكار و المستقبل
- ازمة الفكر العربى
- هذا الغد العجيب
- أحلام اليوم حقائق الغد...